# اشتفان بیرتالان
اشتفان بیرتالان (انگلیسی: Ștefan Birtalan؛ زادهٔ ۲۵ سپتامبر ۱۹۴۸) بازیکن هندبال اهل رومانی است.